# Odette Drand
Odette Drand (Laxou, 11 de marzo de 1927-Malzéville, 6 de enero de 2019) fue una deportista francesa que compitió en esgrima, especialista en la modalidad de florete. Ganó tres medallas en el Campeonato Mundial de Esgrima entre los años 1950 y 1952.

## Palmarés internacional
| Campeonato Mundial | Campeonato Mundial     | Campeonato Mundial | Campeonato Mundial  |
| Año                | Lugar                  | Medalla            | Prueba              |
| ------------------ | ---------------------- | ------------------ | ------------------- |
| 1950               | Montecarlo (Mónaco)    | Medalla de oro     | Florete por equipos |
| 1951               | Estocolmo (Suecia)     | Medalla de oro     | Florete por equipos |
| 1952               | Copenhague (Dinamarca) | Medalla de plata   | Florete por equipos |